# Фомин, Николай Георгиевич
Николай Георгиевич Фоми́н  (8 декабря 1888 — 3 августа 1964) — русский капитан 1-го ранга (1919), участник Первой мировой и Гражданской войн, первый командир Шанхайского русского полка.

## Биография
В 1908 году окончил Морской корпус. 5 ноября 1911 года назначен старшим флаг-офицером штаба 1-й Минной дивизии. 11 мая 1913 года назначен флагманским штурманом Штаба командующего отрядом заградителей Балтийского моря. В 1915-1916 годах занимал должность старшего флаг-офицера штаба начальника Минной дивизии Балтийского флота. 8 марта 1916 года «за отличие в делах против неприятеля» награжден Георгиевским оружием. 29 сентября 1916 года назначен исполнять должность флаг-капитана по Оперативной части штаба командующего Черноморским флотом. Таким образом, в течение всей войны Фомин являлся ближайшим доверенным сотрудником адмирала Колчака, командовавшего данными подразделениями в указанный период.
Незадолго до Октябрьской революции уволился в отпуск, а после неё поступил в ряды Белой армии. Воевал в речном флоте на Волге и был произведён в очередные чины — капитан 2-го ранга (1918) и капитан 1-го ранга (1919). В 1919 году в Тарском уезде Тобольской губернии принимал участие в ликвидации Урманского восстания под предводительством бывшего унтер-офицера А. И. Избышева. С февраля 1920 года находился в Харбине и Мукдене, входил в окружение атамана Г. М. Семёнова. После поражения белых войск окончательно эмигрировал в Харбин, затем в Шанхай. Там он стал первым командиром Шанхайского русского полка, после чего занимал различные должности в эмигрантских монархических организациях, в том числе в 1950-1960 годах начальника Австралийского округа Корпуса императорских армии и флота.
Скончался в Австралии 3 августа 1964 года.